# Târnova (Caraș-Severin)
Târnova is een Roemeense gemeente in het district Caraș-Severin.
Târnova telt 1821 inwoners.